# Луди години
„Луди години“ (на английски: Girl, Interrupted) е заглавието на американски игрален филм от 1999 г., разказващ за 18-месечния престой на жена в заведение за душевно болни. Филмът е адаптация на едноименната мемоарна книга на Сузана Кейсън.
Участват Уинона Райдър (Сузана), Анджелина Джоли (Лиса), Британи Мърфи (Дейзи), Джаред Лето (Тоби), Упи Голдбърг (Валъри), Ванеса Редгрейв (д-р Соня Уик) и др.
Анджелина Джоли получава „Оскар“, „Златен глобус“ и Награда от Гилдията на филмовите актьори за поддържаща женска роля.